# Pee Dee Pride
Pee Dee Pride var ett amerikanskt professionellt ishockeylag som spelade i den amerikanska ishockeyligan East Coast Hockey League/ECHL mellan 1997 och 2005, de hette dock Florence Pride för säsongen 2003-2004. De spelade sina hemmamatcher i inomhusarenan Florence Civic Center i Florence i South Carolina. Laget har sitt ursprung från Knoxville Cherokees som bildades 1988 och var en av originallagen i ECHL och spelade där fram till 1997 när ägarna Warren Payne och Dr. John Staley blev informerade om att staden Knoxville var inte beredda på att renovera arenan. De två började titta på två alternativ, den ena var Fayetteville i North Carolina och den andra var Florence i South Carolina. De valde till slut Florence eftersom Fayetteville hade redan ett ishockeylag i Fayetteville Force som hade anslutit sig tidigare under året till Central Hockey League (CHL). 2005 fick Pride ny ägare som beslutade att flytta laget till staden Myrtle Beach dock kom man aldrig till spel och var i hiatus fram till 2009 på grund av bygget av den påtänkta arenan drogs med bland annat byråkratiska problem. De vann aldrig ECHL:s slutspel (Kelly Cup).
De har inte haft någon nämnvärd spelare som har spelat för dem.